# Maldonado (Familienname)
Maldonado ist ein spanischer Familienname.

## Namensträger
- Abel Maldonado (* 1967), US-amerikanischer Politiker
- Adriana Maldonado López (* 1990), spanische Politikerin (PSOE), MdEP
- Alejandro Maldonado Aguirre (* 1936), guatemaltekischer Jurist und Politiker
- Andrés Maldonado (Geologe), spanischer Meeresgeologe
- Andrés Maldonado (Fußballspieler) (* 1994), venezolanischer Fußballspieler
- Ángel Maldonado (1927–2018), mexikanischer Schwimmer
- António Maldonado, portugiesischer Astrologe und Mathematiker
- Antonio Maldonado (General) (* 1941), US-amerikanischer General
- Antonio Maldonado Pérez (* 1951), spanischer Politiker
- Benjamín Maldonado (1928–?), bolivianischer Fußballspieler
- Carlos Maldonado (Fußballspieler, 1963) (* 1963), panamaischer Fußballspieler
- Carlos Maldonado (Fußballspieler, 1964) (* 1964), panamaischer Fußballspieler
- Claudio Maldonado (* 1980), chilenischer Fußballspieler
- Cristóbal Maldonado (1950–2019), paraguayischer Fußballspieler
- Danilo Maldonado (* 1983), kubanischer Graffiti-Künstler und Dissident
- Denil Maldonado (* 1998), honduranischer Fußballspieler
- Dora Maldonado (* 1970), honduranischer Judoka
- Edison Maldonado (* 1972), ecuadorianischer Fußballspieler
- Erwin Maldonado (* 1983), venezolanischer Freiwasserschwimmer
- Federico Ortiz Maldonado (1942–2013), mexikanischer Fußballspieler
- Fernando Z. Maldonado (1917–1996), mexikanischer Musiker
- Francisco Maldonado (* 1981), spanischer Fußballspieler
- Giancarlo Maldonado (* 1982), venezolanischer Fußballspieler
- Hans Maldonado (1956–1999), ecuadorianischer Fußballspieler
- Javier A. Maldonado-Ocampo (1977–2019), kolumbianischer Ichthyologe
- Jesús E. Maldonado, mexikanisch-US-amerikanischer Genforscher und Mammaloge
- Jorge Maldonado (1929–2012), argentinischer Fußballspieler
- Jorge Fernández Maldonado Solari (* 1922), peruanischer Politiker
- José María García Maldonado (* 1979), mexikanisch-US-amerikanischer römisch-katholischer Geistlicher, Weihbischof in Chicago
- Joseph Allen Maldonado-Passage (* 1963), US-amerikanischer Zoobetreiber, Krimineller und Internetphänomen, siehe Joe Exotic
- Juan Maldonado (1533–1583), spanischer Theologe und Philosoph
- Kirstin Maldonado (* 1992), US-amerikanische Sängerin und Mitglied der A-cappella-Gruppe Pentatonix.
- Leiomy Maldonado (* 1987), US-amerikanische Tänzerin und Choreografin
- Lino Maldonado (* 1990), chilenischer Fußballspieler
- Lourdes Maldonado (1955–2022), mexikanische Journalistin
- Luis Maldonado (* 1985), uruguayischer Fußballspieler
- Luis Albeiro Maldonado Monsalve (* 1958), kolumbianischer Geistlicher, Bischof von Santa Rosa de Osos
- Luis Rosendo Ramos Maldonado (* 1957), mexikanischer Radrennfahrer
- Manuel Maldonado (* 1999), venezolanischer Autorennfahrer
- Manuel Maldonado-Koerdell (1908–1972), mexikanischer Biologe und Ökologe
- Manuel Antonio Flores Maldonado Martínez de Angulo y Bodquín (1723–1799), Vizekönig von Neugranada
- Mariano Fernández Maldonado (* 1933), mexikanischer Fußballspieler
- Mario Maldonado (* 1949), chilenischer Fußballspieler und -trainer
- Martín Maldonado (* 1986), US-amerikanischer Baseballspieler
- Martín Maldonado (Ruderer), uruguayischer Ruderer
- Miguel Maldonado (* 2002), ecuadorianischer Leichtathlet
- Nancy L. Maldonado (* 1975), US-amerikanische Juristin
- Orlando Maldonado (* 1959), puerto-ricanischer Boxer
- Óscar Maldonado (* 1972), bolivianischer Fußballschiedsrichter
- Paolo Maldonado (* 1973), peruanischer Fußballspieler
- Pastor Maldonado (* 1985), venezolanischer Automobilrennfahrer
- Pedro Vicente Maldonado (1704–1748), ecuadorianischer Kartograph
- Raul Maldonado (* 1975), argentinischer Fußballspieler
- Roberto Maldonado (* 1936), puerto-ricanischer Degenfechter
- Rubén Maldonado (* 1979), paraguayischer Fußballspieler
- Santiago Maldonado (1989–2017), argentinischer Menschenrechtsaktivist
- Sergio Martínez Maldonado (* 1965), mexikanischer Fußballspieler
- Tomás Maldonado (1922–2018), argentinischer Maler und Designer
- Víctor Alfonso Maldonado (1906–1976), mexikanischer Diplomat
- Victor Manuel Maldonado Barreno (* 1927), ecuadorianischer Geistlicher, Weihbischof in Guayaquil
- Víctor Maldonado Flores (* 1939), venezolanischer Leichtathlet
- William Maldonado (* 1990), salvadorianischer Fußballspieler